# Single numer jeden w roku 2017 (Belgia)
Notowania Ultratop 50 Singles dla Flandrii i Walonii, publikowane przez Ultratop w oparciu o cotygodniową sprzedaż singli w tych terytoriach. Poniżej znajdują się tabele prezentujące najpopularniejsze single w danych tygodniach w roku 2017.

## Flandria
| Ultratop 50 Singles – Flandria | Ultratop 50 Singles – Flandria                               | Ultratop 50 Singles – Flandria                    | Ultratop 50 Singles – Flandria |
| Data                           | Wykonawca                                                    | Utwór                                             |                                |
| ------------------------------ | ------------------------------------------------------------ | ------------------------------------------------- | ------------------------------ |
| 7 stycznia                     | Bruno Mars                                                   | „24K Magic”                                       |                                |
| 14 stycznia                    | Dimitri Vegas & Like Mike i Diplo, gościnnie: Deb's Daughter | „Hey Baby”                                        |                                |
| 21 stycznia                    | Ed Sheeran                                                   | „Shape of You”                                    |                                |
| 28 stycznia                    | Ed Sheeran                                                   | „Shape of You”                                    |                                |
| 4 lutego                       | Ed Sheeran                                                   | „Shape of You”                                    |                                |
| 11 lutego                      | Ed Sheeran                                                   | „Shape of You”                                    |                                |
| 18 lutego                      | Ed Sheeran                                                   | „Shape of You”                                    |                                |
| 25 lutego                      | Ed Sheeran                                                   | „Shape of You”                                    |                                |
| 4 marca                        | Ed Sheeran                                                   | „Shape of You”                                    |                                |
| 11 marca                       | Ed Sheeran                                                   | „Shape of You”                                    |                                |
| 18 marca                       | Ed Sheeran                                                   | „Shape of You”                                    |                                |
| 25 marca                       | Ed Sheeran                                                   | „Shape of You”                                    |                                |
| 1 kwietnia                     | Ed Sheeran                                                   | „Shape of You”                                    |                                |
| 8 kwietnia                     | Ed Sheeran                                                   | „Shape of You”                                    |                                |
| 15 kwietnia                    | Ed Sheeran                                                   | „Shape of You”                                    |                                |
| 22 kwietnia                    | Ed Sheeran                                                   | „Shape of You”                                    |                                |
| 29 kwietnia                    | The Chainsmokers, gościnnie: Coldplay                        | „Something Just Like This”                        |                                |
| 6 maja                         | Ed Sheeran                                                   | „Shape of You”                                    |                                |
| 13 maja                        | The Chainsmokers, gościnnie: Coldplay                        | „Something Just Like This”                        |                                |
| 20 maja                        | Blanche                                                      | „City Lights”                                     |                                |
| 27 maja                        | Blanche                                                      | „City Lights”                                     |                                |
| 3 czerwca                      | Luis Fonsi, gościnnie: Daddy Yankee                          | „Despacito”                                       |                                |
| 10 czerwca                     | Luis Fonsi, gościnnie: Daddy Yankee                          | „Despacito”                                       |                                |
| 17 czerwca                     | Luis Fonsi, gościnnie: Daddy Yankee                          | „Despacito”                                       |                                |
| 24 czerwca                     | Luis Fonsi, gościnnie: Daddy Yankee                          | „Despacito”                                       |                                |
| 1 lipca                        | Luis Fonsi, gościnnie: Daddy Yankee                          | „Despacito”                                       |                                |
| 8 lipca                        | Luis Fonsi, gościnnie: Daddy Yankee                          | „Despacito”                                       |                                |
| 15 lipca                       | Luis Fonsi, gościnnie: Daddy Yankee                          | „Despacito”                                       |                                |
| 22 lipca                       | Luis Fonsi, gościnnie: Daddy Yankee                          | „Despacito”                                       |                                |
| 29 lipca                       | Luis Fonsi, gościnnie: Daddy Yankee                          | „Despacito”                                       |                                |
| 5 sierpnia                     | Luis Fonsi, gościnnie: Daddy Yankee                          | „Despacito”                                       |                                |
| 12 sierpnia                    | Luis Fonsi, gościnnie: Daddy Yankee                          | „Despacito”                                       |                                |
| 19 sierpnia                    | Luis Fonsi, gościnnie: Daddy Yankee                          | „Despacito”                                       |                                |
| 26 sierpnia                    | Regi                                                         | „Where Did You Go (Summer Love)”                  |                                |
| 2 września                     | Regi                                                         | „Where Did You Go (Summer Love)”                  |                                |
| 9 września                     | Regi                                                         | „Where Did You Go (Summer Love)”                  |                                |
| 16 września                    | Regi                                                         | „Where Did You Go (Summer Love)”                  |                                |
| 23 września                    | Dua Lipa                                                     | „New Rules”                                       |                                |
| 30 września                    | Dua Lipa                                                     | „New Rules”                                       |                                |
| 7 października                 | Ed Sheeran                                                   | „Perfect”                                         |                                |
| 14 października                | Dua Lipa                                                     | „New Rules”                                       |                                |
| 21 października                | Dua Lipa                                                     | „New Rules”                                       |                                |
| 28 października                | Dua Lipa                                                     | „New Rules”                                       |                                |
| 4 listopada                    | Ed Sheeran (oraz Beyoncé / Andrea Bocelli)                   | „Perfect” („Perfect Duet” oraz„Perfect Symphony”) |                                |
| 11 listopada                   | Ed Sheeran (oraz Beyoncé / Andrea Bocelli)                   | „Perfect” („Perfect Duet” oraz„Perfect Symphony”) |                                |
| 18 listopada                   | Ed Sheeran (oraz Beyoncé / Andrea Bocelli)                   | „Perfect” („Perfect Duet” oraz„Perfect Symphony”) |                                |
| 25 listopada                   | Ed Sheeran (oraz Beyoncé / Andrea Bocelli)                   | „Perfect” („Perfect Duet” oraz„Perfect Symphony”) |                                |
| 2 grudnia                      | Ed Sheeran (oraz Beyoncé / Andrea Bocelli)                   | „Perfect” („Perfect Duet” oraz„Perfect Symphony”) |                                |
| 9 grudnia                      | Ed Sheeran (oraz Beyoncé / Andrea Bocelli)                   | „Perfect” („Perfect Duet” oraz„Perfect Symphony”) |                                |
| 16 grudnia                     | Ed Sheeran (oraz Beyoncé / Andrea Bocelli)                   | „Perfect” („Perfect Duet” oraz„Perfect Symphony”) |                                |
| 23 grudnia                     | Ed Sheeran (oraz Beyoncé / Andrea Bocelli)                   | „Perfect” („Perfect Duet” oraz„Perfect Symphony”) |                                |
| 30 grudnia                     | Ed Sheeran (oraz Beyoncé / Andrea Bocelli)                   | „Perfect” („Perfect Duet” oraz„Perfect Symphony”) |                                |

## Walonia
| Ultratop 50 Singles – Walonia | Ultratop 50 Singles – Walonia                                      | Ultratop 50 Singles – Walonia                      | Ultratop 50 Singles – Walonia |
| Data                          | Wykonawca                                                          | Utwór                                              |                               |
| ----------------------------- | ------------------------------------------------------------------ | -------------------------------------------------- | ----------------------------- |
| 7 stycznia                    | Rag’n’Bone Man                                                     | „Human”                                            |                               |
| 14 stycznia                   | Clean Bandit, gościnnie: Sean Paul i Anne-Marie                    | „Rockabye”                                         |                               |
| 21 stycznia                   | Clean Bandit, gościnnie: Sean Paul i Anne-Marie                    | „Rockabye”                                         |                               |
| 28 stycznia                   | Clean Bandit, gościnnie: Sean Paul i Anne-Marie                    | „Rockabye”                                         |                               |
| 4 lutego                      | Ed Sheeran                                                         | „Shape of You”                                     |                               |
| 11 lutego                     | Ed Sheeran                                                         | „Shape of You”                                     |                               |
| 18 lutego                     | Ed Sheeran                                                         | „Shape of You”                                     |                               |
| 25 lutego                     | Ed Sheeran                                                         | „Shape of You”                                     |                               |
| 4 marca                       | Ed Sheeran                                                         | „Shape of You”                                     |                               |
| 11 marca                      | Ed Sheeran                                                         | „Shape of You”                                     |                               |
| 18 marca                      | Ed Sheeran                                                         | „Shape of You”                                     |                               |
| 25 marca                      | Ed Sheeran                                                         | „Shape of You”                                     |                               |
| 1 kwietnia                    | Ed Sheeran                                                         | „Shape of You”                                     |                               |
| 8 kwietnia                    | Ed Sheeran                                                         | „Shape of You”                                     |                               |
| 15 kwietnia                   | Ed Sheeran                                                         | „Shape of You”                                     |                               |
| 22 kwietnia                   | Ed Sheeran                                                         | „Shape of You”                                     |                               |
| 29 kwietnia                   | Ed Sheeran                                                         | „Shape of You”                                     |                               |
| 6 maja                        | Ed Sheeran                                                         | „Shape of You”                                     |                               |
| 13 maja                       | Ed Sheeran                                                         | „Shape of You”                                     |                               |
| 20 maja                       | Luis Fonsi, gościnnie: Daddy Yankee                                | „Despacito”                                        |                               |
| 27 maja                       | Luis Fonsi, gościnnie: Daddy Yankee                                | „Despacito”                                        |                               |
| 3 czerwca                     | Luis Fonsi, gościnnie: Daddy Yankee                                | „Despacito”                                        |                               |
| 10 czerwca                    | Luis Fonsi, gościnnie: Daddy Yankee                                | „Despacito”                                        |                               |
| 17 czerwca                    | Luis Fonsi, gościnnie: Daddy Yankee                                | „Despacito”                                        |                               |
| 24 czerwca                    | Luis Fonsi, gościnnie: Daddy Yankee                                | „Despacito”                                        |                               |
| 1 lipca                       | Luis Fonsi, gościnnie: Daddy Yankee                                | „Despacito”                                        |                               |
| 8 lipca                       | Luis Fonsi, gościnnie: Daddy Yankee                                | „Despacito”                                        |                               |
| 15 lipca                      | Luis Fonsi, gościnnie: Daddy Yankee                                | „Despacito”                                        |                               |
| 22 lipca                      | Luis Fonsi, gościnnie: Daddy Yankee                                | „Despacito”                                        |                               |
| 29 lipca                      | Luis Fonsi, gościnnie: Daddy Yankee                                | „Despacito”                                        |                               |
| 5 sierpnia                    | Luis Fonsi, gościnnie: Daddy Yankee                                | „Despacito”                                        |                               |
| 12 sierpnia                   | Luis Fonsi, gościnnie: Daddy Yankee                                | „Despacito”                                        |                               |
| 19 sierpnia                   | Luis Fonsi, gościnnie: Daddy Yankee                                | „Despacito”                                        |                               |
| 26 sierpnia                   | Luis Fonsi, gościnnie: Daddy Yankee                                | „Despacito”                                        |                               |
| 2 września                    | Calvin Harris, gościnnie: Pharrell Williams, Katy Perry i Big Sean | „Feels”                                            |                               |
| 9 września                    | Calvin Harris, gościnnie: Pharrell Williams, Katy Perry i Big Sean | „Feels”                                            |                               |
| 16 września                   | Calvin Harris, gościnnie: Pharrell Williams, Katy Perry i Big Sean | „Feels”                                            |                               |
| 23 września                   | Calvin Harris, gościnnie: Pharrell Williams, Katy Perry i Big Sean | „Feels”                                            |                               |
| 30 września                   | Calvin Harris, gościnnie: Pharrell Williams, Katy Perry i Big Sean | „Feels”                                            |                               |
| 7 października                | Niska                                                              | „Réseaux”                                          |                               |
| 14 października               | Niska                                                              | „Réseaux”                                          |                               |
| 21 października               | Niska                                                              | „Réseaux”                                          |                               |
| 28 października               | Kalash, gościnnie: Damso                                           | „Mwaka Moon”                                       |                               |
| 4 listopada                   | Kalash, gościnnie: Damso                                           | „Mwaka Moon”                                       |                               |
| 11 listopada                  | Kalash, gościnnie: Damso                                           | „Mwaka Moon”                                       |                               |
| 18 listopada                  | Ed Sheeran (oraz Beyoncé / Andrea Bocelli)                         | „Perfect” („Perfect Duet” oraz „Perfect Symphony”) |                               |
| 25 listopada                  | Ed Sheeran (oraz Beyoncé / Andrea Bocelli)                         | „Perfect” („Perfect Duet” oraz „Perfect Symphony”) |                               |
| 2 grudnia                     | Ed Sheeran (oraz Beyoncé / Andrea Bocelli)                         | „Perfect” („Perfect Duet” oraz „Perfect Symphony”) |                               |
| 9 grudnia                     | Ed Sheeran (oraz Beyoncé / Andrea Bocelli)                         | „Perfect” („Perfect Duet” oraz „Perfect Symphony”) |                               |
| 16 grudnia                    | Ed Sheeran (oraz Beyoncé / Andrea Bocelli)                         | „Perfect” („Perfect Duet” oraz „Perfect Symphony”) |                               |
| 23 grudnia                    | Ed Sheeran (oraz Beyoncé / Andrea Bocelli)                         | „Perfect” („Perfect Duet” oraz „Perfect Symphony”) |                               |
| 30 grudnia                    | Ed Sheeran (oraz Beyoncé / Andrea Bocelli)                         | „Perfect” („Perfect Duet” oraz „Perfect Symphony”) |                               |